# GNU Dico
GNU Dico est un serveur de dictionnaire réalisé par le projet GNU dans son implémentation du protocole de communication DICT défini dans la RFC 2229. Il est accompagné d'une interface web et d'un outil en ligne de commande pour faciliter l'administration du système.

## Caractéristiques techniques

### Modèle à deux couches
GNU Dico utilise un modèle à deux couches:
- Une couche protocole pour la mise en application du protocole DICT.
- Une couche base de données pour les recherches et les requêtes de dictionnaires.

Cette dernière couche est manipulée par des modules externes chargés dynamiquement, libérant ainsi GNU Deco des contraintes liées à l'utilisation exclusive du format DICT; cela permet à GNU Dico d'utiliser plusieurs formats de dictionnaire.

### Un système modulaire
GNU Dico est un système modulaire avec plusieurs modules fournis par la couche base de données:
- dictorg: ce module permet le support complet du format DICT développé par le groupe de développement DICT[4], dont les travaux représentent un standard de fait pour les données au format DICT.
- guile: ce module fournit une interface à GNU Guile et permet l'écriture de modules orientées données en scheme.
- python: fournit une interface aux modules écrits en python.
- outline: ce module permet la manipulation du format outline dans GNU Emacs.

### Un système extensible
GNU Dico est un système extensible, de nouveaux modules pouvant être écrits en C, Scheme (GNU Guile) ou Python.